# Don't Save Me
«Don't Save Me» es el segundo sencillo del grupo estadounidense Haim, oriundo del Valle de San Fernando, Los Ángeles. El tema fue publicado en el Reino Unido el 8 de noviembre de 2012. La canción fue incluida en su álbum debut, Days Are Gone, publicado el 27 de septiembre de 2013.

## Lista de canciones

### Sencillo de 7" y descarga digital
1. Don't Save Me - 3:52
2. Send Me Down - 4:19

### Sencillo de 10"
Cara A
1. Don't Save Me - 3:52
2. Send Me Down - 4:19

Cara B
1. Don't Save Me - 5:17 (remezcla de Cyril Hahn)

## Posicionamiento en listas
| Listas (2012/13)                       | Mejor posición |
| -------------------------------------- | -------------- |
| Australia (ARIA)                       | 66             |
| Bélgica (Flandes) (Ultratop 50)        | 28             |
| Irlanda (IRMA)                         | 70             |
| Escocia (Scottish Singles Sales Chart) | 32             |
| Reino Unido (UK Singles Chart)         | 32             |